# Aflossingsstand
De aflossingsstand is een term bij de inkomstenbelasting, die aangeeft welke stand van zaken een hypothecaire lening heeft qua aflossing. Dit gaat spelen wanneer bij verkoop van de woning, wanneer de belastingplichtige in een goedkopere woning of in een huurwoning betrekking neemt. De inspecteur der belastingen stelt de aflossingsstand dan op 31 december van het belastingjaar op, zodat deze stand op een later punt, wanneer er weer een (hogere) hypothecaire lening voor een eigen woning wordt genoten, weer voor de resterende looptijd van de lening kan gelden.
De aflossingsstand vervalt wanneer deze geheel is afgewerkt, of wanneer de belastingplichtige is overleden. Bij gehuwden vervalt de aflossingsstand wanneer de langstlevende echtgenoot is overleden, in het geval dat deze tot de huwelijksgemeenschap behoort.  